# Quela Rovira
Quela Rovira, anomenada María Celia Rovira Vassallo (Montevideo, 1917-2014) va ser una pintora, mestra i docent d'art uruguaiana integrant del Taller Torres García.
Treballà com a  mestra en 1936 i es va dedicar a  l'ensenyament de l'expressió plàstica a les escoles públiques al costat de les seues col·legues María Mercedes Antelo i Bell Clavelli. Durant els seus estudis en secundària va tenir com a professor de dibuix a Carmelo de Arzadun, quan aquest assistia a les classes del Taller Torres. Va ser alumna del taller de Guillermo Laborde fins a l'any de la seva defunció en 1940. En 1942 va ingressar al Taller Torres García fins a 1946.

## Obres
Murals
- 1944 - La Escuela. Mural en el Pavelló Martirené de l'Hospital Saint Bois (189 x 272cm)[4]

Escrites
- Arte: Comunicación visual. Metodología y dimensión futura. Amalia Polleri, María Celia Rovira. Montevideo: Banda Oriental, 1994.[5]
- El lenguaje gráfico plástico: Fundamentos y nuevos enfoques: Manual para docentes, estudiantes y artistas. Amalia Polleri, Maria Celia Rovira, Brenda Lissardy. Montevideo: Edilyr Uruguaiana, 1982.[5]